# Calymmodon seramensis
Calymmodon seramensis är en stensöteväxtart som beskrevs av Barbara S. Parris. Calymmodon seramensis ingår i släktet Calymmodon och familjen Polypodiaceae. Inga underarter finns listade.